# Talaus elegans
Talaus elegans là một loài nhện trong họ Thomisidae.
Loài này thuộc chi Talaus. Talaus elegans được Tord Tamerlan Teodor Thorell miêu tả năm 1890.